# Metrologie

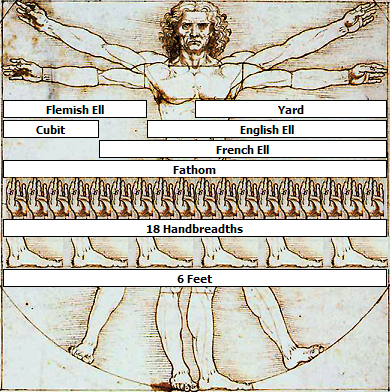
Darstellung verschiedener historischer Längenmaße am Beispiel des vitruvianischen Menschen

Die Metrologie (von altgriechisch μετρεῖν metreín „messen“ und -logie) ist die Wissenschaft des Messens. Die dritte Ausgabe des International Vocabulary of Metrology von 2007 definiert die Metrologie als „Wissenschaft vom Messen und ihre Anwendung“.
Das Internationale Büro für Maß und Gewicht (Bureau International des Poids et Mesures) definiert die Metrologie als „die Wissenschaft vom Messen, die sowohl experimentelle als auch theoretische Bestimmungen umfasst, mit beliebigem Niveau der Unsicherheit und in jeglichen Gebieten von Wissenschaft und Technik“.
Die Metrologie kann in folgende Kategorien unterteilt werden:
- wissenschaftliche und fundamentale Metrologie (Organisation, Entwicklung und Unterhalt von Einheitensystemen, Realisierungen von Einheiten, Messverfahren und Normalen auf dem höchsten Niveau);
- angewandte, technische oder industrielle Metrologie (Sicherstellen der angemessenen Funktion von Mess-Einrichtungen in der Industrie, in Produktion und beim Prüfen und in der wissenschaftlichen Forschung);
- gesetzliche Metrologie (Überwachung von Messungen, die gesetzlich geregelt sind; typischerweise Handel und Geschäftsverkehr, Gesundheit, Schutz der Umwelt, öffentliche Sicherheit und die amtliche Feststellung von Sachverhalten).

Sie steht damit in engem Zusammenhang mit der Messtechnik, weshalb die beiden Bereiche an Hochschulen regelmäßig gemeinsam gelehrt werden in entsprechenden Studiengängen.
Die Metrologie darf nicht mit der Meteorologie verwechselt werden, also der Wetterkunde (von griechisch μετέωρος metéōros „in der Luft schwebend“, siehe auch Meteor).

## Betätigungsfelder
Einige Betätigungsfelder sind:
- die Festlegung von international akzeptierten Maßeinheiten,
- die Realisierung von Maßeinheiten durch wissenschaftliche Methoden sowie
- die Errichtung von Rückführbarkeits-Ketten durch das Bestimmen und Dokumentieren von Messwerten und deren Genauigkeiten, und die Verbreitung dieses Wissens.[2]

## Metrologische Institutionen und Organisationen
Nationale Institutionen
Die Festlegung und Kontrolle der Maße und Gewichte im Rahmen der gesetzlichen Metrologie ist ein nationales, hoheitliches Recht, das heute in der Regel von staatlichen Instituten wahrgenommen wird. Die gleichen Institutionen sind üblicherweise auch in der wissenschaftlichen Metrologie tätig.
Nationale Institute sind beispielsweise:
- Deutschland: Physikalisch-Technische Bundesanstalt (PTB)
- England: National Physical Laboratory (NPL)
- Frankreich: Laboratoire national de métrologie et d’essais (LNE)
- Österreich: Bundesamt für Eich- und Vermessungswesen (BEV)
- Portugal:  Instituto Português da Qualidade (IPQ)
- Schweiz: Eidgenössisches Institut für Metrologie (METAS)
- Spanien: Centro Español de Metrología (CEM)
- Vereinigte Staaten: National Institute of Standards and Technology (NIST)

International
- Internationale Organisation für das gesetzliche Messwesen (OIML)
- Internationales Büro für Maß und Gewicht (BIPM)
- Joint Committee for Guides in Metrology (JCGM)

## Aus- und Fortbildung
In Deutschland wird die Aus- und Fortbildung für die Disziplin von der Deutschen Akademie für Metrologie durchgeführt.
Gemeinsam mit der Physikalisch-Technischen Bundesanstalt (PTB) bietet die Technische Universität Braunschweig seit dem Sommersemester 2007 mit der International Graduate School of Metrology für Doktoranden Vertiefungsveranstaltungen zur Metrologie an.